# Bundesstrasse 206
Bundesstrasse 206 är en förbundsväg i norra Tyskland. Vägen går i förbundslandet Schleswig-Holstein och är omkring 85 kilometer lång. Vägen går ifrån Lübeck till Itzehoe norr om Hamburg.